# Luis Frangella
Luis Domingo Frangella (Buenos Aires, 6 de julio de 1944 — Nueva York, 7 de diciembre de 1990) fue un pintor y escultor argentino posmoderno figurativo asociado con el expresionismo del Lower East Side de la Ciudad de Nueva York en los años 80s del siglo XX. Recibió la Beca Guggenheim en 1982. Murió de SIDA en 1990.

## Educación
Frangella estudió arquitectura en la Universidad de Buenos Aires (UBA). Como estudiante de grado, obtuvo una beca de la Asociación Internacional para el Intercambio de Estudiantes para Experiencia Técnica (IAESTE, por sus siglas en inglés) para trabajar en Suiza en el área de diseño urbano y regional. Allí fue contratado por R. Von Senger para trabajar en la casa de campo del músico Herbert von Karajan, en St. Moritz. Viajó por Europa en viajes de investigación para aprender más acerca de los trabajos de Max Bill, Le Corbusier, Alvar Aatlo, etc. En Finlandia, fue contratado para participar en la filmación de una publicidad haciendo de cartero. 
En 1971,  obtuvo una beca de la UBA, con una invitación del Director del Centro de Estudios Avanzados, y ex-profesor de la Bauhaus, Gyorgy Kepes, para completar sus estudios en investigación visual a escala urbana en el Instituto de Tecnología de Massachusetts (M.I.T), en la ciudad de Cambridge, Estados Unidos. Se graduó como arquitecto de la universidad en 1972. Fue ofrecido una beca del M.I.T entre 1973 y 1976, dónde completó, junto con Maryanne Amacher, discípula del músico John Cage, sus trabajos en límites espaciales, relacionando el sonido con el espacio visual, y los alrededores de gotas de agua. En 1976, se mudó a su residencia en la Ciudad de Nueva York donde continuó sus investigaciones en el campo visual. 

## Estados Unidos
Luis Frangella se mudó al barrio de East Village de la Ciudad de Nueva York en 1976. Exhibió sus trabajos en Gallery of the Senses, en el Wadsworth Atheneum, en Hartford, Connecticut. En 1977, regresó a Buenos Aires donde recibió el primer Premio Marcelo de Ridder por Nuevos Grabados y Dibujos en Argentina, en el Museo Nacional de Bellas Artes (MNBA), por su obra La Memoria. Junto con Maryanne Amacher, terminó sus trabajos No more miles, en el Centro de Arte Walker de Minneapolis; Reflections, en el Center for Advanced Studies del Taller de Danza Teatral del M.I.T en Nueva York, y en el Children’s Museum en Boston; Attransition y Edificios para vestir en el Instituto de Arte Contemporáneo de Boston; y Espacios en dimensiones diferentes en el Park Project Contest en Florencia, Italia. También colaboró con Russell Sharon para presentar su trabajo en el Festival Anual Avant Garde de Nueva York.
En 1976, en colaboración con Maryanne Amacher, trabajó en Lecture on the Weather de John Cage en la Universidad de York en Toronto, Canadá, y en la Galería de Arte Albright-Knox en Buffalo, Nueva York. Ese mismo año obtuvo su primer Quality of Life Award en Escultura, en Cambridge. En 1978 presentó Variations of Latin American Themes in el Center for Inter-American Relations en Nueva York. 
En 1982 recibió la Beca Guggenheim. Exhibió sus trabajos diligentemente en galerías de arte, museos, ferias, discotecas, e intervenciones urbanas en Nueva York, Buenos Aires, Madrid, y Barcelona. En Nueva York trabajó con David Wojnarowicz, Mike Bidlo, Keith Haring, y otros, exhibiendo en galerías de arte como Civilian Warfare y Hal Bromm, y discotecas como Danceteria. En Buenos Aires participó de manera activa en la organización de la exhibición Pintura Fresca convocada por Rómulo Macció, Guillermo Kuitca, Eduardo Kusnir, Felipe Noé, Duilio Pierri, Juan Pablo Renzi, y Marcia Schvartz. Exhibió sus espectáculos frecuentemente en el Café Einstein y el Club Cemento en Buenos Aires. En Madrid y Barcelona, exhibió en Galería Buades y Ciento, respectivamente, y participó con un stand individual en la Feria Art Basel en 1987. 

## Exhibiciones
- 2011 LA JARRA VERTIENTE O MÁQUINA DE DIBUJAR, Fundació Suñol, Barcelona, España
- 1990 GROUP OF 16, Museo de Arte Moderno, Madrid, España
- 1989 DRAWINGS, Fundació Joan Miró, Barcelona, España
- 1988 EXIT ART PERFORMANCE WITH M. AMACHER, Exit Art, New York
- INAUGURAL EXHIBITION, Buades Gallery, Madrid, España
- 1987 New Jersey Museum, Trenton, New Jersey
- 1986 Buades Gallery, Madrid, España (solo)
- Eaton-Shoen Gallery, San Francisco, California (solo)
- Civilian Warfare, New York (solo)
- PAINTING & SCULPTURE TODAY, Indianapolis Museum of Art, Indiana
- 1985 Hal Bromm Gallery, New York (solo)
- Civilian Warfare, New York (solo)
- 1984 Galeria Ciento, Barcelona, España (solo)
- Del Retiro, Buenos Aires, Argentina
- Bar-Bar, Estocolmo, Suecia
- Civilian Warfare, New York
- 1983 Hal Bromm Gallery, New York (solo)
- 1982 Alberto Elia, Buenos Aires, Argentina (solo)
- 1981 Galeria Buades, Madrid, España (solo)
- Galeria Ciento, Barcelona, España (solo)